# Vivian Wilson
Vivian Jenna Wilson (Los Ángeles, 15 de abril de 2004) es una influencer estadounidense.
Hija mayor de Elon Musk y Justine Musk, salió del armario como mujer trans en 2020. En 2025, Wilson apareció en la portada de Teen Vogue.

## Biografía
Wilson fue concebida por Justine Musk mediante fertilización in vitro y nació en 2004 en un parto gemelar. Comenzó su transición de género a los 16 años.
Según Wilson, su padre recurrió a una fecundación in vitro selectiva para asegurarse de que fuera un niño, aunque Musk no ha hecho comentarios sobre estas declaraciones. Wilson tiene cuatro hermanos: un hermano gemelo, Griffin, y tres hermanos menores que son trillizos: Kai, Saxon y Damian. Cuando le preguntaron sobre su relación con sus hermanos, Wilson respondió: "Tengo cuatro hermanos. Vamos a dejarlo así, cariño".
Describe a su padre como una persona en gran parte ausente a medida que ella crecía y, cuando él estaba cerca, podía ser "cruel" y supuestamente la acosaba por mostrar "feminidad y rareza ". Según Wilson, Musk a menudo le pedía que "pareciera más masculina". Su padres se divorciaron en 2008 y acordaron compartir la custodia de Wilson y sus otros hermanos. Asistió a la escuela en Santa Mónica.

### Autodescubrimiento
En una entrevista muy publicitada con Teen Vogue, Wilson dijo: "Hubo una noche, eran las 11:00 p. m., y pensé: 'Sé a ciencia cierta que soy trans. Lo sabía desde hacía unos meses y pensé: 'Ya no puedo hacer esto'. Ese fue el punto en el que la pubertad estaba realmente en su apogeo y todo en mi vida se estaba desmoronando por completo. Constantemente tenía crisis nerviosas en medio de la clase". Después de esto, Wilson salió del armario a través de una historia publicada en Instagram, aunque desde entonces expresó su arrepentimiento por no haberle dicho primero a su madre. Según se dice, su madre apoyó su transición y su respuesta a su salida del armario fue parafraseada como "Sí, eso me lo imagino". Su padre no la apoyó tanto y, según Wilson, no había hablado con él en meses, pero necesitaba su permiso para comenzar a tomar bloqueadores de testosterona y terapia hormonal.
Wilson comenzó su tratamiento para la disforia de género a los 16 años, algo que, según ella, Musk inicialmente no apoyó. En junio de 2022, a la edad de 18 años, un juez de California aprobó su solicitud de cambiar su nombre legal (tomando el apellido de soltera de su madre ) y género en su certificado de nacimiento, después de que presentó la solicitud en el Tribunal Superior del Condado de Los Ángeles. En la petición de cambios, Wilson declaró que ya no deseaba tener ninguna relación con Elon Musk "de ninguna manera". En octubre de 2022, Musk atribuyó su distanciada relación con Wilson a influencias " neomarxistas " debido a la universidad de élite a la que asistió, la Crossroads School for Arts & Sciences de Santa Mónica.
Vivian ha criticado abiertamente las acciones de Elon Musk y ha apoyado los derechos de las personas transgénero. Expresó que Musk era "frío", "se enojaba con facilidad", "indiferente y narcisista", y que sus infrecuentes visitas comúnmente implicaban reprenderla por ser femenina. Musk, por separado, compartió anécdotas de ella cuando era niña cantando canciones de programas y eligiendo atuendos para Musk a los 4 años, describiendo su ropa como "fabulosa". Wilson alega que estas son mentiras destinadas a caracterizarla como un hombre gay afeminado, diciendo que "literalmente nada de esto sucedió" y que "nunca elegí chaquetas para que él las usara y, desde luego, no las llamaba 'fabulosas' porque, literalmente, ¡qué demonios!".
En una entrevista de julio de 2024 realizada por Jordan Peterson, Musk habló negativamente de la transición de Wilson y usó su necrónimo. Dijo que lo "engañaron" para que le concediera su pedido de tratamiento de afirmación de género, ya que la ley de California requería su permiso porque Wilson era menor de 18 años en ese momento. Musk finalmente la describió como alguien que había sido "asesinado por el virus de la mente woke " en relación con su transición. Musk ha afirmado que la transición de género de Vivian fue lo que impulsó su deseo de "destruir el virus de la mentalidad woke".
Tras el resultado de las elecciones presidenciales de Estados Unidos de 2024, Vivian expresó su intención de emigrar de Estados Unidos en el futuro, y después del controvertido gesto de Elon en la toma de posesión de Donald Trump, que se ha descrito como un saludo nazi, proclamó " llamemos al pan, pan, maldita sea ". En 2025, Wilson apareció en la portada de Teen Vogue. Wilson también concedió una larga entrevista, la segunda que concedía en su vida.

## Personalidad
Teen Vogue describió a Wilson como "extremadamente online", pero también "muy buena en eso", algo que Wilson atribuye a su tiempo en confinamiento por la COVID, que pasó "en comunidades online de personas queer que constantemente se involucran en dramas y tratan de criticarse unas a otras". Pasa horas al día en Discord con sus amigos y es fan de RuPaul's Drag Race y Chappell Roan.
Wilson habla abiertamente sobre los problemas transgénero, pero afirma que no considera que esta franqueza sea activismo, sino que "me siento obligada a hablar sobre los problemas trans. Como alguien que hizo la transición siendo menor de edad, siento que se demoniza mucho este tema, y me gustaría mucho crear conciencia sobre la importancia de la atención a las personas trans en menores, especialmente a quienes sufren de bloqueos de la pubertad". Ha descrito el estado de la política estadounidense en 2025 como "aterrador".

### Puntos de vista políticos
Wilson ha hablado extensamente sobre sus opiniones políticas, describiéndose a sí misma como izquierdista aunque rechaza ser caracterizada como marxista. Ha expresado su apoyo a un ingreso básico universal, atención médica gratuita, reducción de la desigualdad de la riqueza y alimentos, agua y vivienda como derechos humanos.
Cuando se le preguntó si su crianza influyó en su visión política, dijo: "Al ver esa clase de riqueza —una riqueza extravagante— de primera mano, mientras vivía en Los Ángeles y presenciaba el [enorme] problema de las personas sin hogar, la brecha económica... uno empieza a preguntarse: ¿Cómo es esto justo?". También ha dicho que su condición trans ha influenciado su visión política, explicando: "Si un bando del espectro político dice: 'Las personas trans son hombres que invaden el espacio de las mujeres para lo que sea', y tratan de quitarles la atención médica y los derechos a las personas trans, y tratan de minimizar nuestra visibilidad, y otro bando dice: 'No', [entonces] tiene que ser así".

## Representación en la biografía de Elon Musk de Walter Isaacson
Wilson ha criticado el libro biográfico Elon Musk escrita por Walter Isaacson, considerándola inexacta e injusta con ella. Según Wilson, fue descrita como una "marxista radical", mientras que otros han descrito su retrato como el de "una niña enojada y rebelde, cegada por la ideología anticapitalista radical y que lastima a su padre con sus decisiones precipitadas". El libro también se refiere a ella notablemente como "Jenna". Isaacson atribuyó sus afirmaciones a Christiana Musk, la esposa del hermano de Elon, Kimbal Musk, pero nunca contactó a Vivian antes de realizar esas afirmaciones. Isaacson afirma haberse puesto en contacto con ella a través de miembros de su familia.
En una serie de publicaciones en Threads en agosto, Wilson afirmó que Isaacson nunca se puso en contacto con ella y describió el libro como "realmente difamatorio", afirmando que evitó deliberadamente incluir su testimonio; en su lugar, trivializó su identidad trans y tergiversó sus motivos de separación para presentarla como "ingenua", "estúpida" y "un ser humano irredimible" con el fin de enmarcar su existencia como una "historia de fondo del origen de un villano" para el giro político derechista de su padre.
Wilson luego amplió esto cuando Teen Vogue le preguntó, diciendo que "Él tenía una agenda al escribir su libro, que era hacer que Elon se viera bien, o que pareciera más complejo de lo que es. Para hacer eso, necesitaba demonizar a la adolescente trans y hacer que pareciera que había dos lados razonables de la historia".

## Vida personal
Wilson vive y estudia en Tokio. Ella y su madre se llevan bien. Ha descrito a su padre como "un hombre-niño patético" y ha sido económicamente independiente de él desde que se declaró trans en 2020. Antes de alcanzar la fama, Wilson esperaba trabajar como traductora y para ello había estudiado francés, español y japonés. Desde entonces, sin embargo, ha considerado otras posibilidades, incluida la transmisión en Twitch y el modelaje.
La expareja de Elon, Grimes, ha defendido a Vivian, ha apoyado su transición y ha declarado que está orgullosa de ella por hablar abiertamente.